# Симонов, Михаил Агафангелович
Михаи́л Агафа́нгелович Си́монов (29 марта (10 апреля) 1871, Калуга, Российская империя — после 1922, Польша) — российский военный деятель, генерал-майор, кавалер Георгиевского оружия в ходе Первой мировой войны. Отец поэта и военного корреспондента Константина (Кирилла) Симонова.

## Биография

### Ранние годы
Михаил Агафангелович Симонов родился 29 марта (10 апреля) 1871 в православной  семье калужского чиновника Агафангела Михайловича Симонова. Согласно некоторым источникам — имеет армянское происхождение. К 1889 году окончил Орловский Бахтина Кадетский корпус.

### Военная служба
С 1 (13) сентября 1889 Михаил Симонов числился на действительной военной службе. В 1891 году окончил Александровское военное училище и получил назначение во 2-ю артиллерийскую бригаду, а позже — в 3-ю артиллерийскую бригаду. С 5 августа 1891 года в чине подпоручика, с 10 августа 1894 г. — поручика.
В 1897 году по первому разряду окончил геодезическое отделение Николаевской академии Генштаба и 19 мая 1897 года был произведён в чин штабс-капитана. С 1 марта 1899 года состоял в числе офицеров корпуса военных топографов. С 18 апреля 1899 года — капитан; с 6 декабря 1903 года — подполковник.
С 17 февраля по 26 ноября 1903 года занимал должность старшего адъютанта штаба 22-й пехотной дивизии, затем стал штаб-офицером для особых поручений при штабе 18-го армейского корпуса. С 11 октября 1907 года — начальник штаба 1-го округа Отдельного корпуса пограничной стражи; произведён в полковники со старшинством с 6 декабря 1907 года. На 1909 год в чине полковника числился офицером Главного штаба при корпусе пограничной стражи.
С 14 августа 1913 года — командир 12-го пехотного Великолуцкого полка. Участвовал в Первой мировой войне. В ночь с 19 на 20 августа 1914 года Великолуцкий полк под командованием Симонова остановил наступление превосходивших его сил противника и перешёл в успешную контратаку, дав возможность корпусу отойти и перегруппироваться.
На 14 мая 1915 года Симонов состоял в резерве чинов армейского пехотного состава при штабе Киевского военного округа, на 24 мая и 6 июня — при управлении дежурного Генерального штаба армии.

### Эмиграция
На 15 сентября 1920 года Михаил Симонов в чине генерал-майора находился в селе Скальмержице в Польше и являлся временно исполняющим должность начальника штаба Генерального Штаба русских войск в Польше. По некоторым данным был жив в 1931 году

## Семья
Отец — Агафангел Михайлович Симонов был чиновником дворянского происхождения. На 1861 год состоял в чине коллежского асессора на должности бухгалтера провиантской дистанции военного ведомства Калужской губернии. На 1870 год он значился в чине надворного советника, спустя 5 лет же оказался понижен до коллежского секретаря. Также на 1861 год упомянуты брат Агафангела — Михаил Михайлович, надворный советник, заседатель от дворянства в палате гражданского суда губернии и две его сестры: Евгения и Аграфена, работавшие в местном училище для девиц.
18 (31) августа 1913 года Михаил Агафангелович обвенчался с княжной Александрой Леонидовной Оболенской; венчание проходило в церкви при Приюте принца Ольденбургского, Санкт-Петербург.

## Награды
Известны следующие награды Михаила Симонова:
- Георгиевское оружие (высочайший приказ от 9 марта 1915 года[8]);
- Орден Святого Владимира:
  - 3 степени с мечами (высочайший приказ от 14 мая 1915 года[9]),
  - 4 степени с мечами и бантом (высочайший приказ от 6 июня 1915 года[11]);
- Орден Святой Анны:
  - 2 степени с мечами (высочайший приказ от 24 мая 1915 года[10]),
  - 3 степени (1906 год);
- Орден Святого Станислава 3 степени (1904 год).

### Комментарии
1. ↑  В списке возможна опечатка или неправильная расшифровка сокращения «КС» (для чина коллежского секретаря традиционно использовалось сокращение «КСк») — тогда Агафангел Симонов должен был оказаться коллежским советником, т.е. по выслуге положенных четырёх лет в чине надворного советника быть произведённым в следующий чин VI класса[источник не указан 2536 дней].